# 秦史 (王蘧常)
《秦史》是近代歷史學者王蘧常撰寫的一部記載秦代歷史的紀傳體史書，從秦先祖記載至秦三世的歷史。2000年12月，由上海古籍出版社第一次出版，计23.3万字。

## 作者和成書
作者為近人王蘧常（1900年 - 1989年），始作於1926年，經歷50年，由家人協助從諸書中收集有關秦代的史料。據作者自序，此書已重撰3次，初稿於戰禍中被毀或遺失，二稿為紅衛兵所撕毀，三稿則因作者年事已高，且妻子病逝，無心力撰寫完畢。死後由其子及學生整理完成。
本書共有6紀4表8考35列傳共53卷，外加上1篇孙德谦序（1935年做）、1篇自序。其中紀傳及1表己完成，而3表5考闕，2考未完，1考殘缺，1自序佚。本書所引用的史料相當多，引用了很多後人的注解考証。

## 內容
本史據凡例所述：
- 一、《秦史》自古無作者，竊不自揆，謬欲補正史之缺，故一循班氏斷代史體制。其取史策，亦大有增刪改作焉。
- 二、此書承父命而作。父治刑名學，曾著商、韓新傳。援班書列其父彪作例，亦采直、韓兩傳入書中而補論焉。
- 三、意在無征不信，所取故籍，皆注出處。凡所引為原文者，出書與篇名；有更改者，則曰據某書某篇。
- 四、凡所更改原文，或正其訛訛，或易以今義今字，或便於行文。其正訛偽，多取前人說，如《史記志疑》、《讀書雜誌》等，為簡括計，不復出書名。
- 五、前史多歧或誤，於斯取去，不能無說。加注於下，前人無之，然《班志》《藝文》，已見濫觴。
- 六、凡立傳，具一技之長有利於人民者，亦著之。
- 七、凡涉神怪或誣罔者，皆所不取。
- 八、凡屬前史五行者類所不取，惟涉天異、地美者，則散入世紀與本紀中。
- 九、革命者非秦之所得而臣，故繫之列傳末。

## 目錄
- 卷一 世紀第一
  - 非子
  - 秦侯
  - 公伯
  - 秦仲
  - 莊公
  - 襄公
  - 文公
  - 憲公
  - 出子
  - 武公
  - 德公
  - 宣公
  - 成公
- 卷二 世紀第二
  - 穆公
  - 康公
  - 共公
  - 桓公
  - 景公
  - 哀公
  - 惠公
  - 悼公
  - 厲共公
  - 躁公
  - 懷公
  - 靈公
  - 簡公
  - 惠公
  - 出公
  - 獻公
- 卷三 世紀第三
  - 孝公
  - 惠文王
  - 悼武王
  - 昭襄王
  - 孝文王
  - 莊襄王
- 卷四 始皇帝本紀上
  - 始皇帝元年至二十五年
- 卷五 始皇帝本紀下
  - 始皇帝二十六年至三十七年
- 卷六 二世、三世皇帝本紀
  - 二世
  - 三世
- 卷七 秦與周室及諸侯年表闕
- 卷八 秦與戰國諸侯年表闕
- 卷九 大一統進程表闕
- 卷十 人表
- 卷十一 郡縣考未完
  - 都邑
  - 郡縣
- 卷十二 制度考闕
- 卷十三 建設考闕
- 卷十四 職官考
  - 內職
  - 外職
  - 武職
  - 爵號
  - 選舉
  - 黜陟
- 卷十五 刑律考闕
- 卷十六 兵衛考闕
- 卷十七 風俗考闕
- 卷十八 文藝考闕
  - 石鼓文
- 卷十九 公孫枝傳
  - 公孫枝
- 卷二十 二老傳
  - 百里奚
  - 蹇叔
  - 附禽息
- 卷二十一 三帥傳
  - 百里視
  - 西乞術
  - 白乙丙
- 卷二十二 由余傳
  - 由余
- 卷二十三 三良傳
  - 奄息
  - 中行
  - 鍼虎
- 卷二十四 公孫鞅傳
  - 公孫鞅
  - 附尸佼
- 卷二十五 張儀傳
  - 張儀
- 卷二十六 司馬錯傳
  - 司馬錯
  - 附張若
- 卷二十七 陳軫傳
  - 陳軫
- 卷二十八 樗子傳
- 卷二十九 三力傳
  - 任鄙
  - 烏獲
  - 孟賁
- 卷三十 甘茂傳
  - 甘茂
  - 附向壽 甘羅
- 卷三十一 四貴傳
  - 魏冉
  - 羋戎
  - 公子巿
  - 公子悝
- 卷三十二 白起傳
  - 白起
- 卷三十三 范雎傳
  - 范雎
  - 附尉繚
- 卷三十四 蔡澤傳
  - 蔡澤
- 卷三十五 呂不韋傳
  - 呂不韋
  - 附嫪毐 司空馬
- 卷三十六 王翦蒙恬傳
  - 王翦
  - 蒙恬
  - 附屠睢
- 卷三十七 內史騰傳
  - 內史騰
- 卷三十八 章邯傳
  - 章邯
- 卷三十九 李斯傳
  - 李斯
- 卷四十 韓非傳
  - 韓非
- 卷四十一 水工傳
  - 李冰
  - 郑国
  - 史祿
- 卷四十二 諫輔傳
  - 繞朝
  - 任妄
  - 趙良
  - 中期
  - 茅焦
  - 頓弱
  - 鮑白令之
  - 侯生
- 卷四十三 博士傳
  - 周青臣
  - 淳于越
  - 盧生
  - 羊子
  - 黃疵
  - 正先
  - 桂貞
  - 沈遂
  - 園公
  - 伏生
  - 叔孫通
- 卷四十四 方技傳
  - 卜徒父
  - 伯樂
  - 九方皐
  - 醫緩
  - 醫和
  - 醫竘
  - 夏無且
  - 程邈
  - 王次仲
  - 優旃
  - 召平
  - 射虎人廖仲藥 何射虎 秦精
  - 卓氏
  - 程鄭
  - 宛孔氏
- 卷四十五 方士傳
  - 徐巿
  - 盧生
- 卷四十六 趙高傳
  - 趙高
- 卷四十七 后妃傳
  - 穆公夫人
  - 宣太后
  - 華陽太后
  - 夏太后
  - 帝太后
- 卷四十八 群公子傳
  - 公子縶
  - 公子鍼
  - 公子池
  - 蜀侯煇 綰
- 卷四十九 公子扶蘇傳
  - 扶蘇
  - 附公子將閭 公子高
- 卷五十 宗女傳
  - 文嬴
  - 辰嬴
  - 穆嬴
  - 伯嬴
  - 秦嬴
- 卷五十一 列女傳
  - 澣婦
  - 巴蜀寡婦清
  - 邢三姑
- 卷五十二 張楚王陳勝傳
  - 陳勝
  - 附吳廣
- 卷五十三 四裔傳
  - 西戎
  - 西羌
  - 匈奴
  - 西南夷
  - 南越
  - 朝鮮